# 德佛爾區
代沃尔区是阿爾巴尼亞的36个旧区之一，这些区份在2000年7月全部撤销，并由新成立的12个州份取代。该区面积为429平方公里，人口数量为34,744人（2001年）。该区位于阿尔巴尼亚东南部，区府为比利什特。该区的范围为现今的科赤州代沃爾市镇。